# ジャック・ブイー
ジャック＝ジョゼフ＝アンドレ・ブイー（Jacques-Joseph-André Bouhy, 1848年6月18日 - 1929年1月24日）は、ベルギーのバリトン歌手。エスカミーリョ役としてビゼーの『カルメン』から「闘牛士の歌」を初めて歌ったことでよく知られる。

## 生涯
ブイーはペパンステに生まれた。リエージュ王立音楽院で学んだ後、1871年にパリのオペラ座においてグノーの『ファウスト』のメフィストフェレス役として初舞台を飾る。オペラ＝コミック座では1875年にフィガロ（『フィガロの結婚』）、エスカミーリョ（『カルメン』）を演じた。コミック座では1872年にマスネの『バザンのドン・セザール』の初演にも出演した。1882年にはロイヤル・オペラ・ハウスで『ファウスト』と『カルメン』を歌っている。ニューヨーク・ナショナル音楽院の初代院長としてアメリカで過ごした後パリへと戻り、1890年にサン＝サーンスの『サムソンとデリラ』の大神官役を歌った。ブイーは聴衆から非常に高い人気を得ており、マスネも彼を称賛していた。
ブイー門下からはジャーヴァス・エルウィズ、クララ・バット、ルイーズ・カークビー・ラン、ベッシー・アボット、スザンヌ・アダムス、エヴァ・ゴーティエ、リリアン・ブローヴェルト、ルイーズ・ホーマーらが輩出している。
ブイーは1929年、パリに没した。